# Aston Martin Vulcan
L'Aston Martin Vulcan è un'autovettura ad alte prestazioni costruita dalla casa automobilistica britannica Aston Martin, presentata al salone dell'automobile di Ginevra del 2015 e prodotta tra il 2015 e il 2016 in 24 esemplari.
Si tratta di una vettura non omologata per l'utilizzo stradale, ma solo per l'utilizzo in circuito, come la Ferrari FXX K e la Pagani Zonda R.

## Nome
Come da tradizione del produttore inglese tutte le sue vetture che non seguono la nomenclatura a sigla utilizzano la lettera "V" come iniziale, cui la Vulcan non fa eccezione. Questo nome è un richiamo al cacciabombardiere Avro Vulcan B.2 XH558 utilizzato negli anni ottanta dall'aviazione britannica.

## Profilo e tecnica

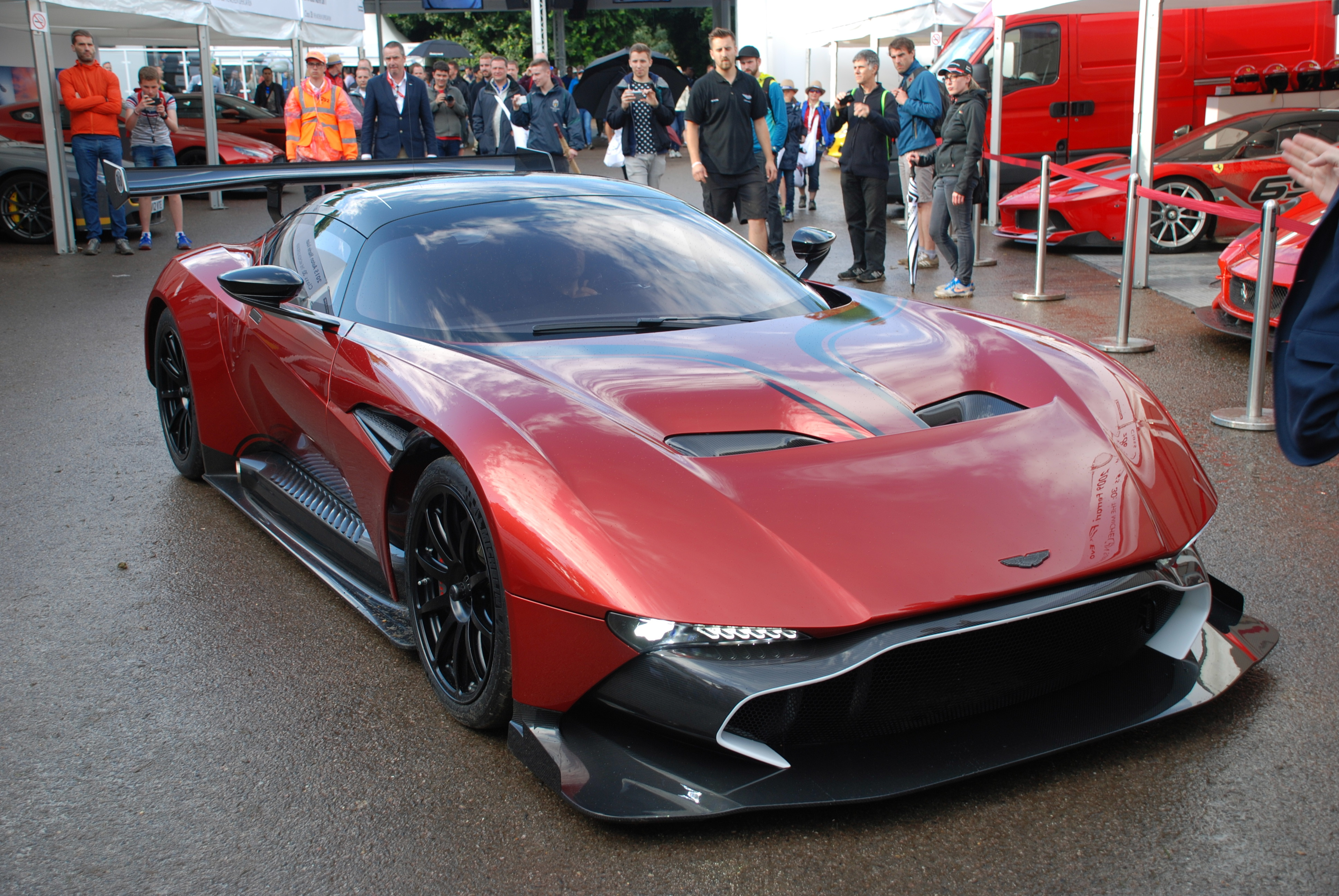
Dettaglio del frontale

L'auto presenta una configurazione a due porte e dotata di due soli posti. Il suo motore V12 da 7,0 litri aspirato, montato su un telaio di supporto realizzato in lega di alluminio con il corpo vettura e la monoscocca (dal peso di 180 kg) invece composti in fibra di carbonio realizzati dalla Multimatic in Canada, ha una potenza di circa 820 CV; esso deriva dal classico V12 dell'azienda di Gaydon, a cui è stata incrementata la cilindrata e a cui sono stati modificati il blocco motore, i pistoni e le bielle-manovelle il tutto gestito da una centralina elettronica creata dalla Cosworth. La Vulcan è dotata di freni della Brembo in carboceramica con diametro all'avantreno di 380 mm e al retrotreno 360 mm, differenziale a slittamento limitato, cambio sequenziale Xtrac a 6 rapporti, per un peso complessivo di 1350 kg. Il propulsore è montato in posizione anteriore-centrale con la trazione che è posteriore con il cambio montato con lo schema transaxle, caratteristiche tecniche tipiche del costruttore britannico. Grande attenzione è stata fatta alla carrozzeria studiata alla galleria del vento che grazie alle varie appendici e al grande spoiler posteriore esercitano a 160 km/h un carico aerodinamico di 324 kg. Gli ammortizzatori e le barre antirollio sono a controllo elettronico attraverso un sistema chiamato Dynamic Suspension Spool Valve (DSSV). L'albero di trasmissione è fibra di carbonio con rivestimenti in magnesio per contenere i pesi per resistere alle sollecitazioni della coppia motrice che è pari a 780 Nm.

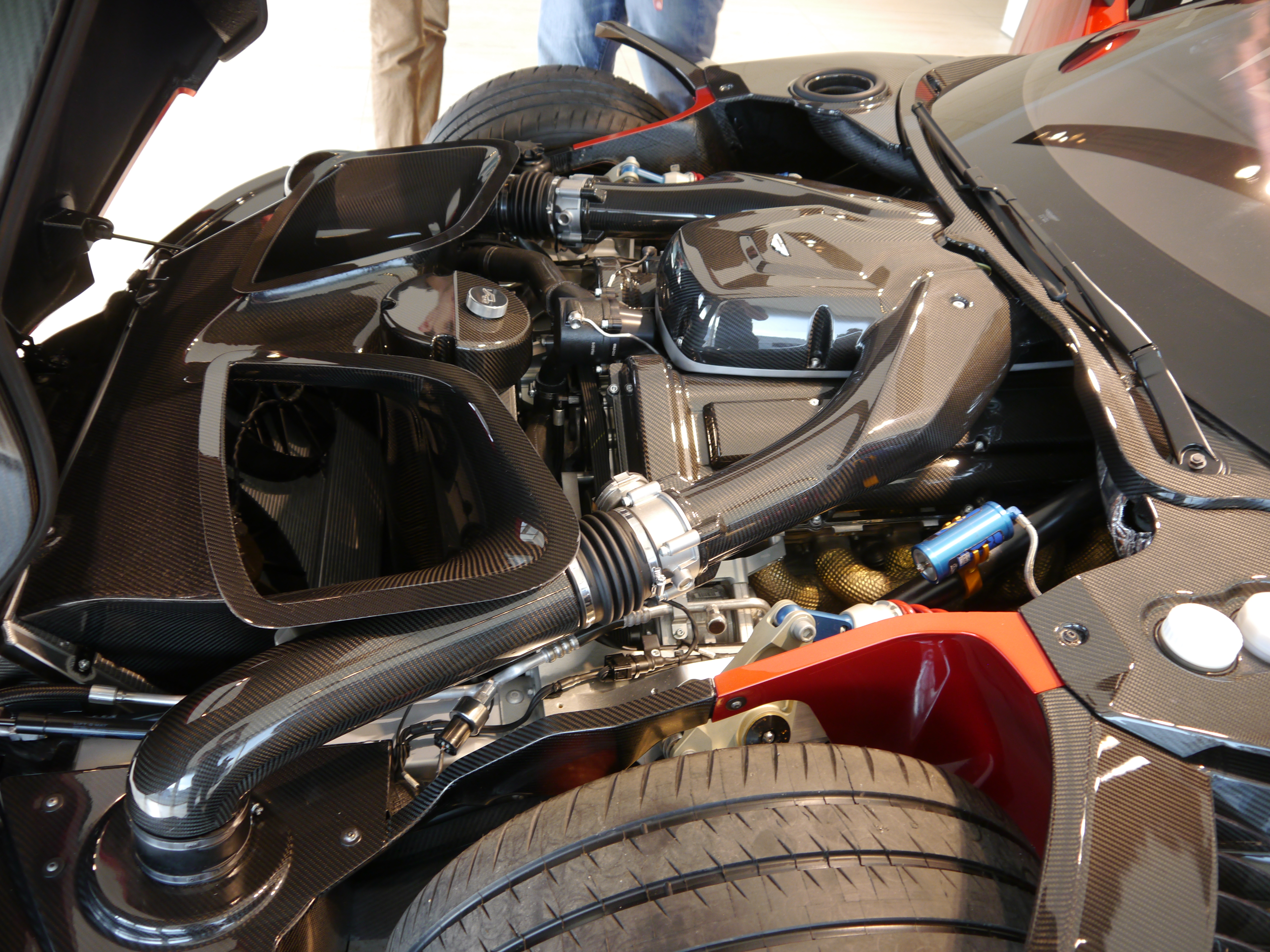
Motore

La Vulcan è stata disegnata dal designer Aston Martin Marek Reichman, prendendo ispirazioni dai modelli contemporanei quali le Aston Martin Vantage, DB9 e One-77. La produzione del veicolo è stabilita in edizione limitata a soli 24 esemplari.
Gli pneumatici, realizzati dalla Michelin, alle ruote posteriori misurano 345/30x19 mentre all'anteriore sono da 305/30x19. Le prestazioni nello scatto da 0 a 100 sono di 2,8 secondi con una punta massima di 328 km/h.

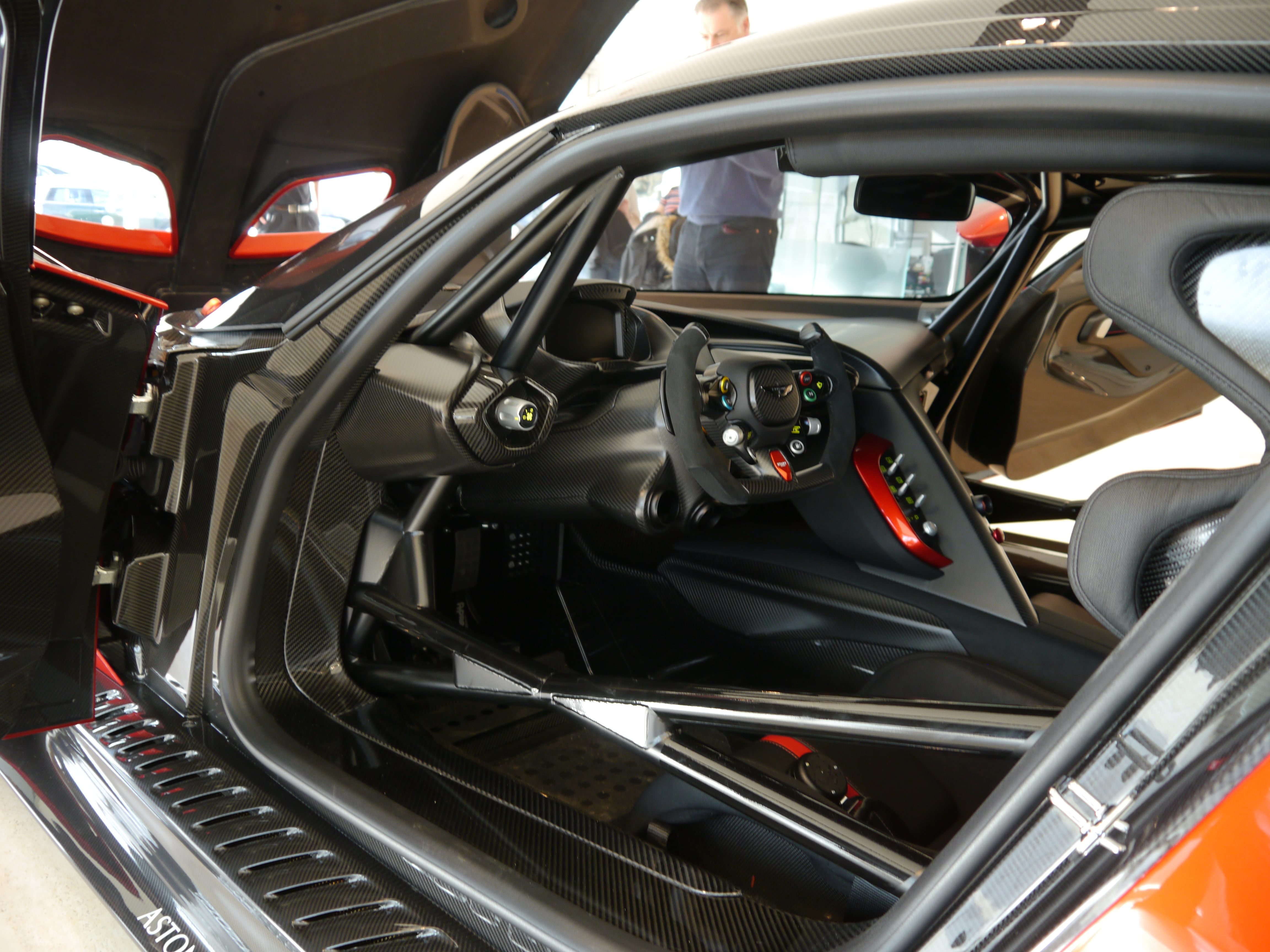
Interni

### Vulcan AMR Pro
Nel giugno 2017 al Festival di Goodwood è stato presentato un kit aerodinamico per la carrozzeria da montare dopo l'acquisto della vettura. Esso è composto da una nuova carrozzeria con diverse carenature specifiche, nuove appendici e codolini aerodinamici all'anteriore e una nuova ala posteriore che l'alleggeriscono di 5 kg, con un incremento della deportanza che versa sulla carrozzeria.

### Vulcan stradale
Un esemplare di Vulcan è stato modificato da parte di un'azienda esterna al fine di poterne ottenere l'omologazione alla circolazione stradale.